# .im
A .im Man-sziget internetes legfelső szintű tartománykódja, melyet 1996-ban hoztak létre. Karbantartásáért a sziget kormánya felel.
2006. július 1-jén mindenkinek megnyitották a regisztráció lehetőségét, így már van alkalom a .im végződéssel is ötletes honlapneveket kreálni.